# Ödeshögs kyrka

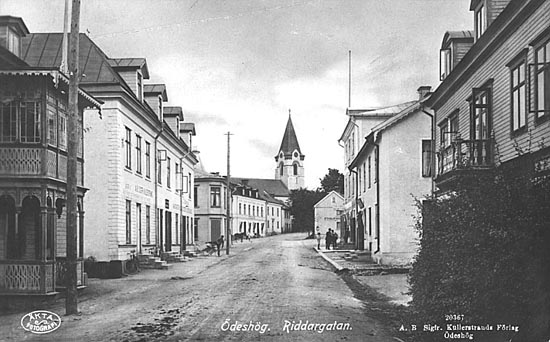
Riddargatan med Ödeshögs kyrka i fonden. 1920.

Ödeshögs kyrka är en kyrkobyggnad i Ödeshög i Linköpings stift. Den är församlingskyrka i Ödeshögs församling. Kyrkan är belägen på en höjd i Ödeshögs samhälle med utsikt över det östgötska landskapet med Vättern i väster och Omberg i norr.

## Kyrkobyggnaden
Kyrkan är vitputsad med fönster- och portalomfattningar i rött tegel och består av ett rektangulärt långhus med en halvcirkelformad utbyggnad i väster och smalare, rakt avslutat kor i öster. Bakom högkoret finns ett mindre andaktsrum, Johanneskapellet, med ett altarbord av trä ritat av arkitekt Lennart Arwidsson. Tornet är placerat i öster över högkoret, vilket är mycket ovanligt. Källstads och Asks kyrkor har centraltorn över långhuset. Sakristian är inredd i den västra utbyggnadens bottenvåning.
Kyrkans huvudingång finns mitt på södra långhusväggen. Bakom triumfbågen i det enskeppiga långhuset finns högaltaret med altaruppsats av Olof Wiström från 1703. I dess mittparti åskådliggörs "Kristus på korset" med "Johannes" och "Maria". I triumfbågen en Kristusskulptur från 1990 av Margareta Engström. På triumfbågsväggen finns skadade kalkmålningar från medeltiden. På långhusets evangeliesida en predikstol från 1796 och på dess epistelsida en 14-stämmig kororgel från 1992 av Johannes Menzel, Härnösand. På norra långhusväggen hänger en f.d. altartavla visande Jesu korsfästelse, målad 1857 av Gustaf Adolf Engman. Dopfunten är nutida, ritad 1942 av Ove Leijonhufvud och tillverkad i Borghamn.

## Historia
Den äldsta stenkyrkan härstammar från 1100-talets andra hälft. Den var byggd i kalksten och bestod av långhus, smalare kor med absid och torn ovanför koret och var försedd med några få små rundbågiga fönstergluggar. Ingångar fanns på långhusets och korets södra sida. Via en smal trappa i korets norra mur kunde man komma upp till en övervåning, som hade en rundbågeöppning mot långhuset, där det sannolikt fanns en läktare för den som byggt kyrkan, ett emporium. Kanske redan under 1200-talet revs absiden och koret byggdes om och gjordes rektangulärt med rak östvägg och försågs med tunnvalv av sten i cisterciensisk stil. Uppförandet måste ha utförts under ledning av byggnadskunniga specialister från klostret i Alvastra, vilket styrks både av stilen och av att man vid uppförandet använt grekiska fot. Under 1400-talet byggdes ett större och bredare långhus genom att södra och norra långmurarna flyttades ut. Under senmedeltiden förlängdes också koret österut. Omkring år 1500 torde koret ha försetts med kryssvalv utan ribbor och även det senmedeltida långhuset ha välvts och försetts med kalkmålningar. Norr om koret tillkom en sakristia. Vid okänd tidpunkt byggdes ett vapenhus vid den södra ingången. På 1500-talet restes en klockstapel utanför kyrkan.
Emellertid fick kyrkans västra gavel sättningsskador och ett valv sprack. På Per Brahe den yngres och hans hustru Beata de la Gardies bekostnad reparerades kyrkan år 1664 av byggmästare Arwid Olufsson och Håkan murmästare från Vadstena. Tornhuv och valv togs ned och de senare ersattes med träpanel. Nya fönster höggs upp och stora delar av yttertaket belades med träspån. Vidare byggdes en läktare i väster. År 1668 insattes nya kyrkbänkar. Sex år senare reparerades tornet av en byggmästare från Gränna och försågs då antagligen med den huv och lökformade spira som Elias Brenner ritade av 1670. År 1672 inköptes en ny predikstol av konterfejare Johan Werner d.y., försedd med bilder av Kristus och evangelisterna. År 1678 anskaffades ett orgelverk av orgelmakare Christian Beijer från Skövde. År 1684 satte Mathias Schröder från Säby upp en ny klockstapel.
Sedan länge hade man på altaret haft ett medeltida altarskåp, av riksantikvarien Johan Hadorph (1630-1693) beskrivet som "en skiön altartafla medh gamal bildh och målningh men nogh förfallen". Detta utbyttes år 1703 mot en altartavla av bildhuggare Olof Jonasson Wiström från Vadstena. Denne konstnär återkom några år senare och målade ”gardiner”, korstolar och altardisk. Man satte även in nya bänkar och köpte en dopfunt av en stenhuggare i Vadstena. År 1713 vitkalkades kyrkan invändigt och år 1719 reparerades klockstapeln av byggmästare Jon Andersson i Vadstena till en kostnad av 102 daler kopparmynt. I början av 1730-talet skaffade man ett nytt 7- à 8-stämmigt orgelverk och en kort tid därefter utförde snickare Norman en del reparationsarbeten i kyrkan.
Carl Fredric Broocman berättar från sitt besök av kyrkan vid mitten av 1700-talet: ”Hon står på Krono grund wid allmänna Wägen mellan Linköping och Jönköping, en fjerdedels mil ifrån Moder-Kyrkan [Stora Åby], och räknas ifrån henne til Linköping 6 och en fjerdedels mil; och är hon upbyggd af Gråsten. Märkeligit är, at thes Torn-mur är upförd wid Östra Gafweln, hwilket icke finnes på fler ställen här i Länet, än wid Asks kyrka uti Aska Härad, och Kjällstad i Dals Härad. I anseende härtil slutes, at äfwen thenna Kyrkan är en med af the äldsta i Länet; ty eljest ser man altid Tornen upförde wid Kyrkornas Wästra Gafwel; och the äldsta Tornen til lika bredd med Kyrkorna. Uti urminnes tid är hennes Torn-mur, som är 3 alnar tjåck, igenombruten, och ett litet Chor byggdt til Kyrkon; så att nu hela thes längd är 39 alnar, och bredden 17 och en half aln. Altartaflan afbildar Christi Korßfästelse och upståndelse; och Prädikstolen är af Bildthuggare-Arbete, med Frälsarens och 5 Apostlars bilder utzirad, samt upsatt år 1672: men Orgelwerket, som består af 7 stämmor, är förfärdigadt år 1732, för 450 Dal. K:mt af Kyrkons medel, utom hwad materialier kostat, hwilka Församlingen bestådt och påkostat. Klockorna hänga uti Tornet, och ses then större wara guten år 1643, och then mindre år 1681. Af gamla Minnes-märken är en Runsten uti Sacristie-muren, hwars Runor lyda sålunda:"
|  |                                                |
|  | - - - - STEIN. DENA. EFTIR. HAUGA. FADUR. SIN. |
|  | Thet är:                                       |
|  | - - - - denne sten efter sin Fader Huge.       |
Efter Broocmans besök i kyrkan befanns denna återigen bristfällig. Ett förslag till ombyggnad upprättades av länsbyggmästare M. Olof Beurling år 1776. Enligt förslaget skulle långhuset förlängas med 14 alnar och tornet ersättas med ett av samma typ som hos Hagebyhöga kyrka, Hovs kyrka eller Svanshals kyrka. Ritningarna godkändes året efter, men det fanns de som ville riva kyrkan och bygga en helt ny, vilket fördröjde arbetet. År 1781 kom man dock igång. Vapenhuset, sakristian och tornet raserades och kyrkan byggdes till åt väster. Vid östra gaveln uppfördes ett nytt torn dit klockorna flyttades. I koret bakom tornrummet inrättades en sakristia. Året efter inrättades ett altare och uppfördes en läktare. År 1793 höjdes yttertaket. År 1796 skaffas en ny predikstol i blått med svarta speglar och 1804 bygger Pehr Schiörlin, Linköping, en ny 17-stämmig orgel.
År 1889 genomfördes en del radikala åtgärder. Arkitekt Ferdinand Boberg vände kyrkorummet genom att placera koret i en halvrund tillbyggnad i väster och använda den ursprungliga kordelen som vapenhus, dessutom tog han bort kyrkorummets innertak. Sakristian placerades under koret. År 1890-1891 anskaffades en ny 14-stämmig orgel byggd av Salomon Molander & Co. i Göteborg. Utvändigt markerades fönster- och portalomfattningar samt lister med rött tegel. Renoveringar av kyrkan gjordes 1911 och 1929. År 1950 bygger Olof Hammarberg, Göteborg, en ny 3-manualig läktarorgel.
År 1959 vidtog en restaurering varvid koret på förslag av professor Erik Lundberg flyttades tillbaka till sin ursprungliga plats i öster. Sakristian förlades nu under kyrkans västra del och en ny orgelläktare uppfördes. Man skrapade också fram kalkmålningar på triumfbågsväggen, bl.a. en pietàbild där Kristus vilar i Mariæ knä, flankerad av Johannes. Predikstolen från 1796, ursprungligen målad i blått med svarta speglar, förlorade nu sin färg.
En ny restaurering gjordes 1959–1960 under ledning av arkitekt Lennart Arwidsson. Dessutom tillkom ett samlingsrum under orgelläktaren. År 1992 inköptes en kororgel av Johannes Menzel, Härnösand.

## Inventarier

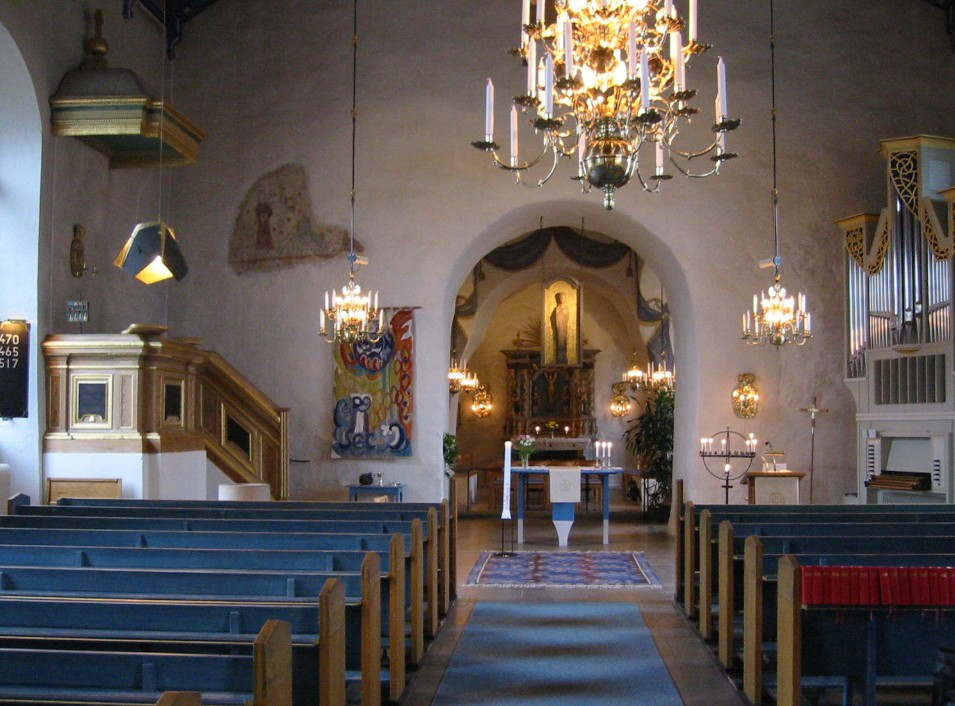
Interiör

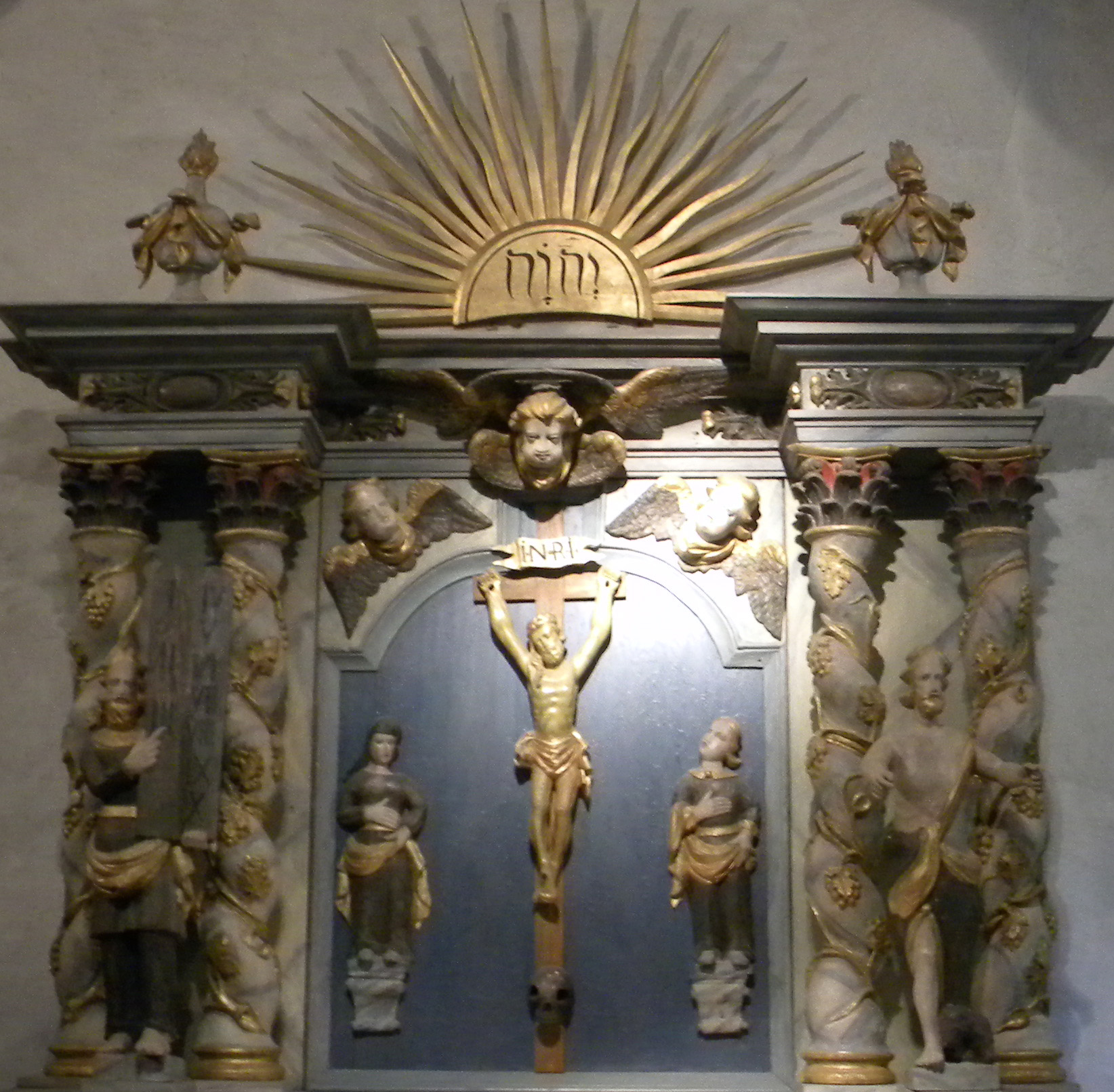
Altaruppsatsen från 1703

- Kalkmålning av oidentifierad upphovsman från 1400-talets andra hälft, (bild).
- Träskulptur av lövträ, "Johannes" ur kalvariegrupp från 1400-ralet, från verkstad i Östergötland, (bild).
- Altaruppsats från 1703 av bildhuggare Olof Jonasson Wiström, visande i mittpartiet Kristus på korset med Johannes och Maria samt på ramverket Moses och Johannes döparen, 1703.
- Altartavla, målad 1857 av Gustaf Adolf Engman, skänkt av Johanna Pettersson. Hänger numera på norra långhusväggen.
- Predikstol från 1796, ursprungligen målad i blått med svarta speglar, numera utan färg.
- Dopfunt från 1942, ritad av Ove Leijonhufvud och tillverkad i Borghamn, skänkt tillsammans med cuppa av kyrkvärden Ola Fredriksson.
- Vinkanna från 1734, tillverkad av silversmeden Göran Jerell, Vadstena, skänkt av Johannes Hååf Chantaro & Catharina Dorothea Carbin.
- Nattvardskalk och patén från 1765, tillverkade av Jöns Spångberg, Gränna.
- Vinkanna av tenn, troligen av Lars Lundwall, Jönköping 1770.
- Oblatask från 1781 av Petter Eneroth, Stockholm.
- Oblatask från 1870 av Frans Holm, Vadstena.
- Brudkrona från 1600-talet, omgjord 1760 av silversmeden Peter Callinberg, Vadstena,
- Mässhake från 1714 av röd sammet med guldbroderier.
- Mässhake från 1829 i svart sammet, skänkt av riksdagsman Anders Pärsson & hans hustru Greta Larsdotter i Siöstorp.
- Kalkdukar från 1700-talet.
- Sockenbudstyg från 1700-talet.
- Ljuskrona med 16 armar från 1600-talet, skänkt av Agneta Ribbing i släkten Ribbing. Hänger i koret.
- Ljuskrona skänkt av ryttmästare Grubbenfelt. Hänger i koret.
- Läktarorgeln, byggd 1950 av Olof Hammarberg, Göteborg.
- Kororgel, installerad 1992 av Johannes Menzel, Härnösand.
- Storklockan, gjuten 1911 av Johan A. Beckman & Co, Stockholm.
- Lillklockan, gjuten 1914 av K. G. Bergholtz, Stockholm.

## Orglar

### Huvudorgel
- Orgelmakare Christian Beijer, Skövde, satte 1678 upp ett femstämmigt orgelverk.
- Församlingen skaffade 1732 ett nytt åttastämmigt orgelverk.[1][2]
- Orgelbyggare Pehr Schiörlin, Linköping, byggde 1804 en orgel innehållande sjutton stämmor fördelade på två manualer och pedal.
- Salomon Molander levererade 1891 en fjortonstämmig orgel med två manualer och pedal.
- Från Hammarbergs Orgelbyggeri AB kom 1950 en tremanualig, 32-stämmig, elektropneumatisk orgel med ny fasad och två fria kombinationer och registersvällare.

| Huvudverk I     | Svällverk II      | Svällverk III         | Pedal           | Koppel           |  |
| Borduna 16’     | Gedakt 8’         | Rörflöjt 8’           | Subbas 16’      | I/P              |  |
| Principal 8’    | Kvintadena 8’     | Salicional 8’         | Gedakt 16’      | II/P             |  |
| Spetsflöjt 8’   | Principal 4’      | Oktava 4’             | Oktava 8’       | III/P            |  |
| Oktava 4’       | Rörflöjt 4’       | Flöjt 4’              | Flöjt 4’        | II/I             |  |
| Hålflöjt 4’     | Gemshorn 2’       | Nasard 2 2/3’         | Mixtur IV chor. | III/I            |  |
| Kvinta 2 2/3’   | Spetskvint 1 1/3’ | Svegel 2’             | Fagott 16’      | III/II           |  |
| Oktava 2’       | Scharf 4 chor.    | Ters 1 3/5’           |                 | 16’ III/II       |  |
| Mixtur IV chor. | Krumhorn 8’       | Sivflöjt 1’           |                 | 4’ III/P         |  |
| Trumpet 8’      | Crescendosvällare | Kvintcymbel III chor. |                 |                  |  |
|                 |                   | Oboe 8’               |                 | Registersvällare |  |
|                 |                   | Crescendosvällare     |                 | 2 fria komb.     |  |

### Kororgel
- 1992: Orgelbyggare Johannes Menzel, Härnösand, levererade en fjortonstämmig kororgel, som står uppställd på epistelsidan.

| Man I. Huvudverk | Man II. Bröstverk | Pedal      | Koppel |
| ---------------- | ----------------- | ---------- | ------ |
| Hålflöjt 8'      | Gedackt 8'        | Subbas 16' | II/I   |
| Vox candida 8'   | Rörflöjt 4'       | Borduna 8' | II/P   |
| Principal 4'     | Piccolo 2'        |            | I/P    |
| Flöjt 4'         | Regal 8'          |            |        |
| Quinta 3'        | Tremulant         |            |        |
| Oktava 2'        |                   |            |        |
| Mixtur 2 chor    |                   |            |        |
| Tremulant        |                   |            |        |

## Runsten
I kyrkans norra yttervägg finns en inmurad runsten med kvarvarande text: "I sten denna efter Haugo, sin fader".

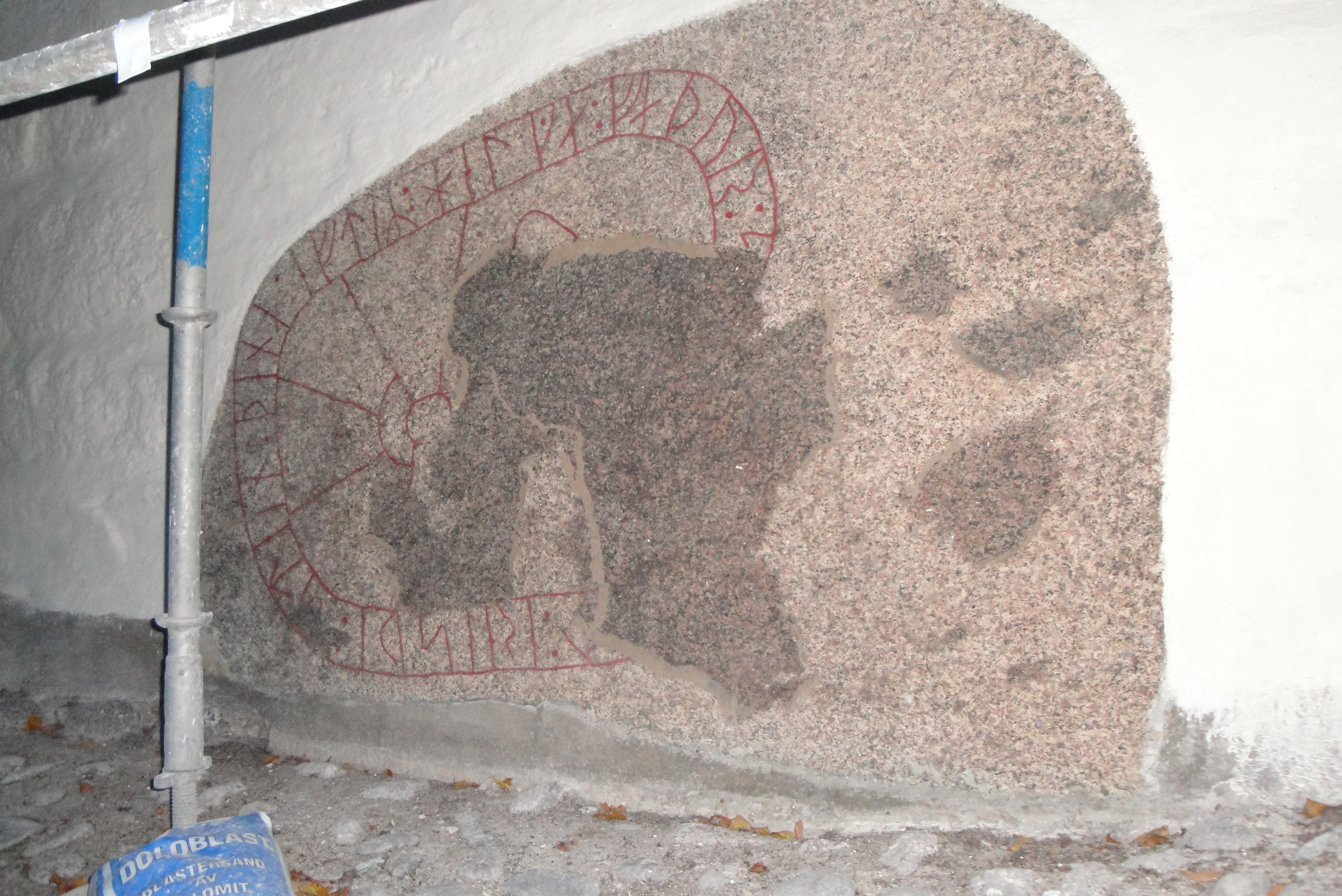
Runsten Ög 144

## Bildgalleri

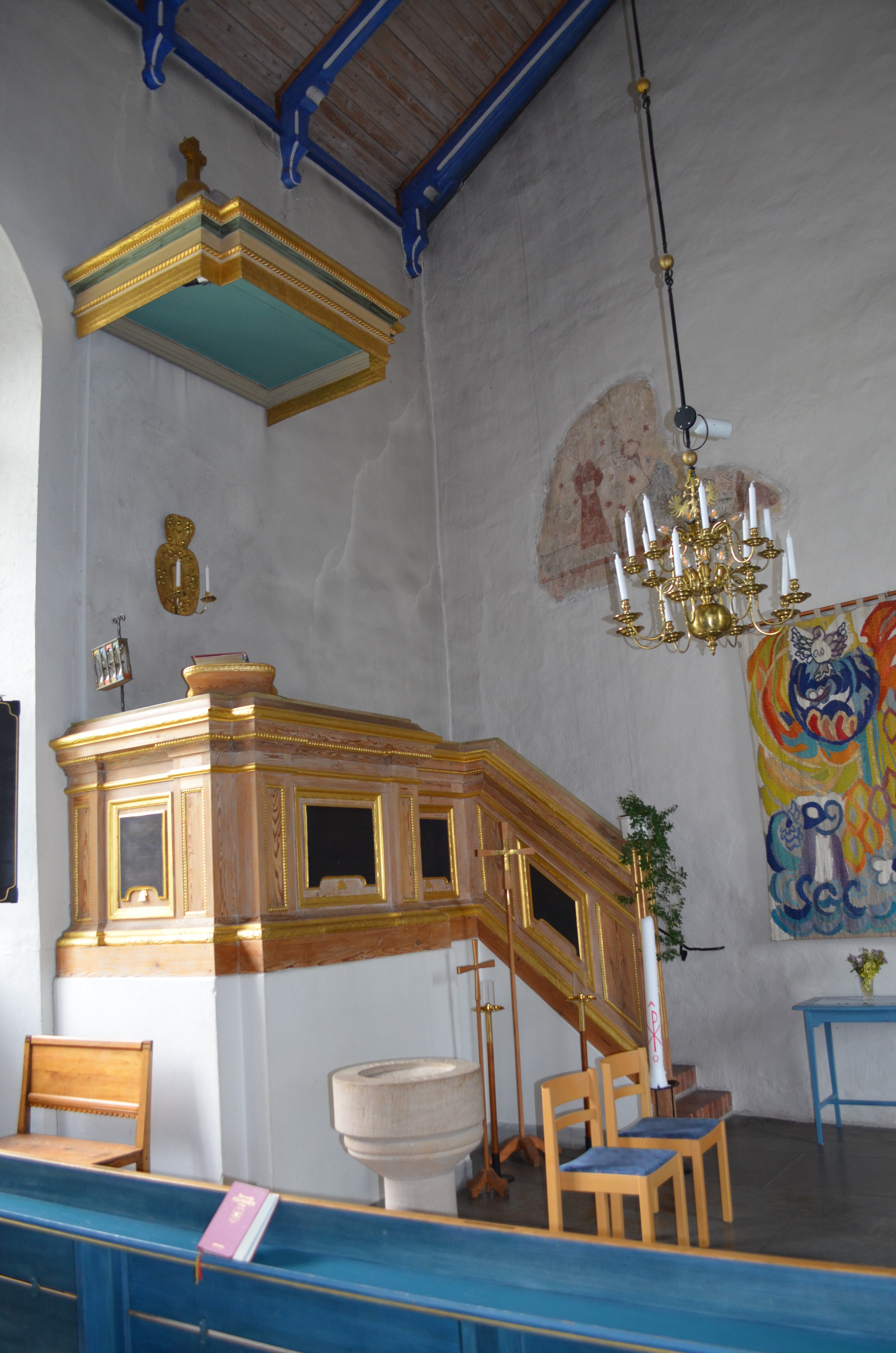
Ödeshögs kyrkas predikstol
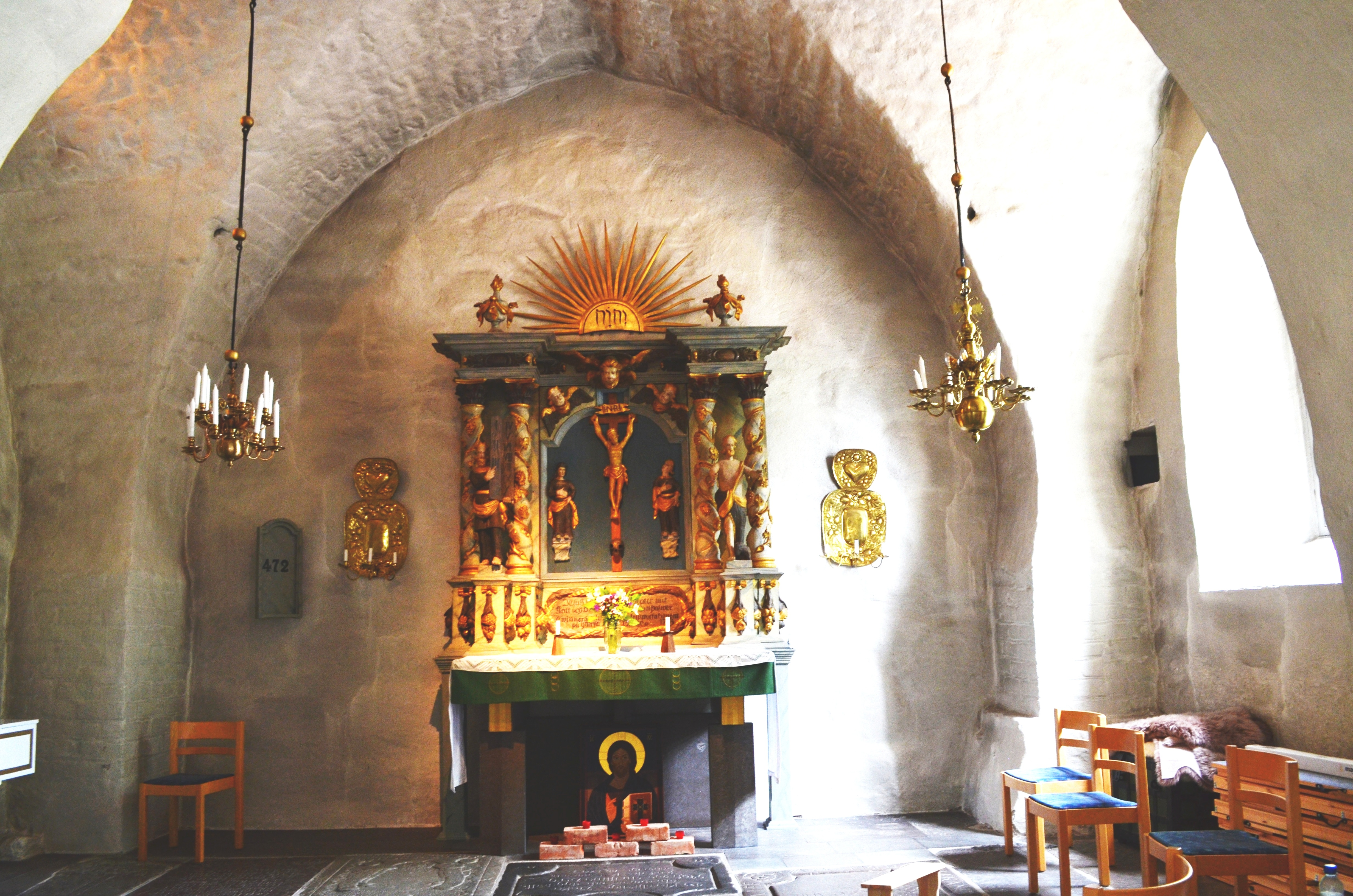
Ödeshögs kyrkas altare
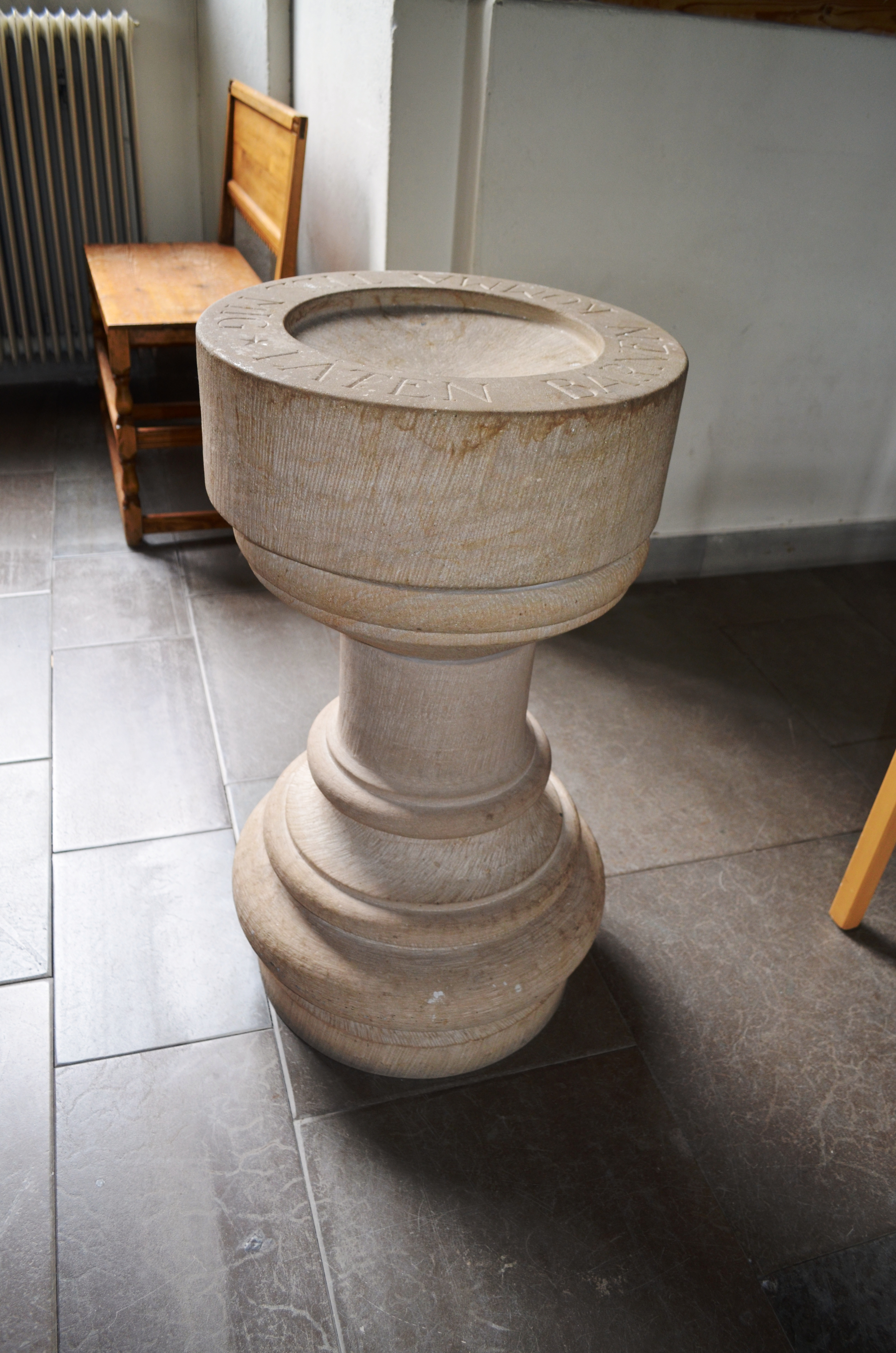
Ödeshögs kyrkas dopfunt
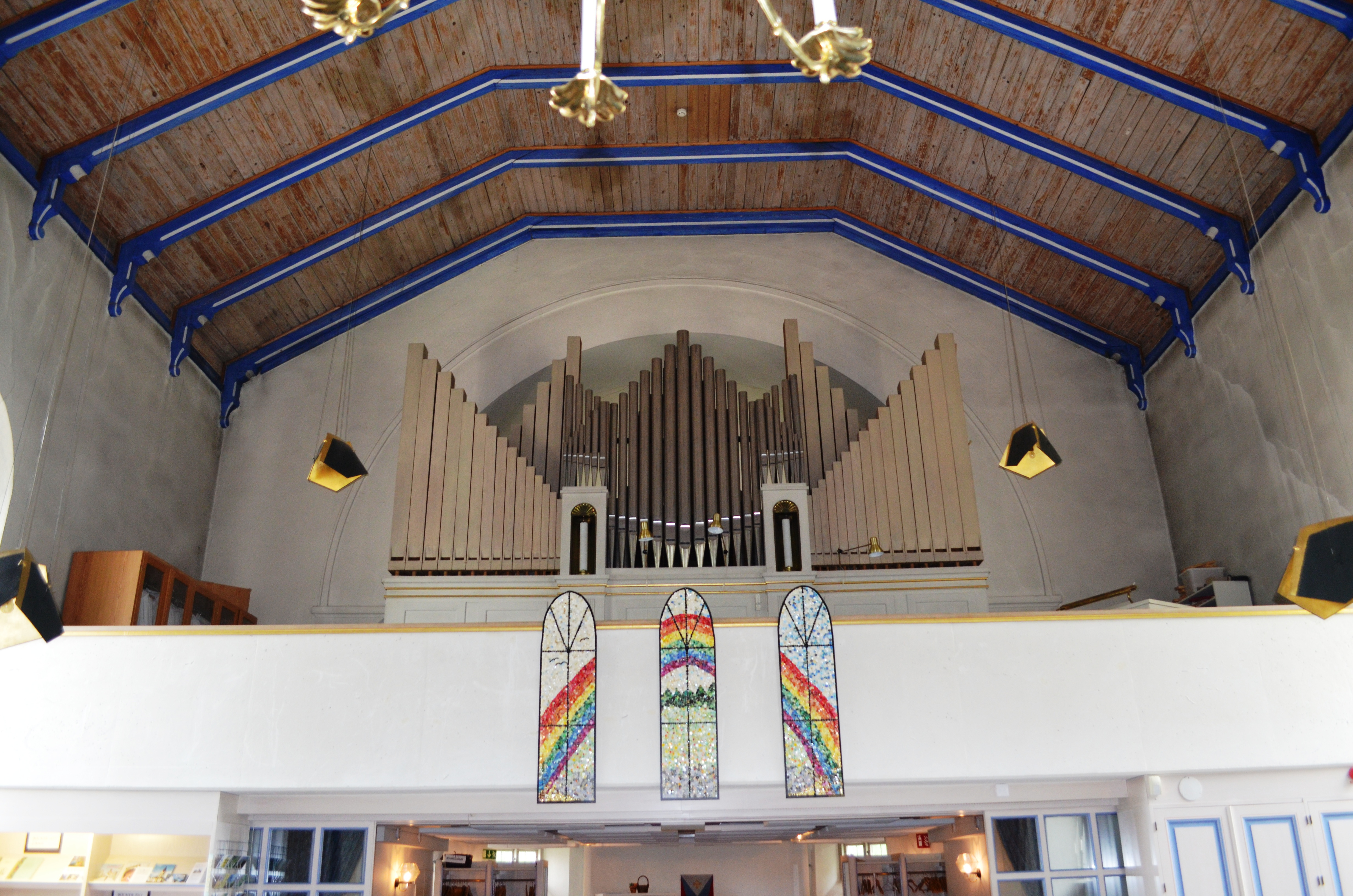
Ödeshögs kyrkas orgelläktare